# Свешников, Виктор Михайлович
Виктор Михайлович Свешников (27 сентября 1907, Санкт-Петербург — 20 марта 1993, Россия) — советский художник-график.

## Биография
Родился 27 сентября 1907 года в Санкт-Петербурге.

### Образование
В 1925—1929 годах обучался в Ленинградском художественно-промышленном техникуме (ныне Санкт-Петербургское художественное училище имени Н. К. Рериха) по специальности художественно-технического редактора и хромолитографа. Затем в 1937 году окончил вечерний Ленинградский институт повышения квалификации работников искусств.
В 1937—1941 и 1945—1947 годах Виктор Свешников продолжал образование на графическом факультете Ленинградского института живописи, скульптуры и архитектуры Всероссийской академии художеств (ныне Санкт-Петербургская академия художеств имени Ильи Репина); учился в мастерских у П. А. Шиллинговского (1937—1941) и В. М. Конашевича (1945—1947). Его дипломной работой были иллюстрации к сказке А. Н. Островского «Снегурочка».

### Деятельность
В 1929—1930 годах Свешников находился на службе в РККА. В 1930—1931 годы был заведующим художественно-технической частью редакции журнала «Юный пролетарий». В 1932 году участвовал в Первой всесоюзной выставке «Плакат на службе пятилетки» (Москва, Государственная Третьяковская Галерея).
Стал участником Великой Отечественной войны, но с августа 1941 по апрель 1945 года находился в плену. С 1947 года — кандидат в члены Ленинградского Союза советских художников, член ЛССХ с 1950 года. Затем стал членом Союза художников СССР.
Некоторое время работал художественным редактором журнала «Вокруг света». Сотрудничал с Комбинатом графического искусства Ленинградского отделения художественного фонда РСФСР (КГИ ЛОХФ, 1965).
Виктор Михайлович занимался станковой графикой, работал в технике офорта и автолитографии. Внёс вклад в графическое искусство игральных карт.
Умер 20 марта 1993 года.